# Lourdinha Leite Barbosa
Maria de Lourdes Dias Leite Barbosa (Ipu, 3 de dezembro), é uma professora e escritora brasileira, e ocupa a cadeira nº 31 da Academia Cearense de Letras, cujo patrono é Farias Brito.

## Biografia
Graduada em Letras pela Universidade Estadual do Ceará onde foi professora adjunta. É mestre em Letras pela Universidade Federal do Ceará. Tem desempenhado grande atividade cultural não só com atividades acadêmicas (mesas redondas, cursos de extensão e palestras), como colaborando com jornais e revistas da cidade.
Faz parte da Academia de Letras e Artes do Nordeste, da Academia Ipuense de Letras, da Sociedade Amigas do Livro e da Sociedade dos Bibliófilos do Brasil.
Foi Presidente da Academia de Letras e Artes do Nordeste Brasileiro – Núcleo do Ceará - Biênios 2004/2005 e 2006/2007, Secretária Geral da Sociedade Amigas do Livro – Biênio 2005/2006, Coordenadora da revista Espiral Revista de Literatura, de 2000 a 2005, Editora da revista Urupema da Academia de Letras e Artes do Nordeste – Núcleo Ceará.
Para o Biênio 2017 - 2019, a escritora foi nomeada como Diretora de Cultura da Academia Cearense de Letras, e Presidente da Academia de Letras e Artes do Nordeste - Ceará.

## Obras
- Protagonistas de Rachel de Queiroz: Caminhos e Descaminhos, 1999,[17]
- A Arte de engolir palavras (contos), 2002,
- Pela Moldura da Janela & outras historias, 2011,
- 100 Anos de Rachel de Queiroz: vida e obra, 2010.
- Barão de Camocim: uma história real tecida com os fios da imaginação,[18]

- Colaborou com várias antologias entre as quais: 
  - Panorama Literário,
  - A mulher na literatura: criadora e criatura e
  - Literatura Universal, da Academia Cearense de Letras.

## Homenagens
- Troféu Cervantes - 400 anos, do Conselho de Cultura do Ideal Clube - Fortaleza, 2005,
- Diploma de Mérito Cultural, da Academia Cearense de Letras, 2005,
- Placa Comemorativa X Semana Universitária, (30 Anos de Fundação da UECE), 2005,
- Prêmio Milton Martins de Contos, da Academia Cearense de Letras, 2011,
- Medalha Rachel de Queiroz, da Associação Brasileira de Bibliófilos, 2012,